# Abri du Heidenbuckel
L'abri du Heidenbuckel est un abri d'intervalle de la ligne Maginot situé dans le secteur fortifié de Haguenau.
Il est très exactement localisé à un kilomètre au sud-ouest du village de Leutenheim, dans la forêt de Haguenau, sur une butte de terre d'environ 10 mètres de hauteur appelée Heidenberg.

## Description
Il s'agit d'un abri CORF (du nom de la Commission d'organisation des régions fortifiées), du type abri de surface (l'autre modèle étant l'abri-caverne). 

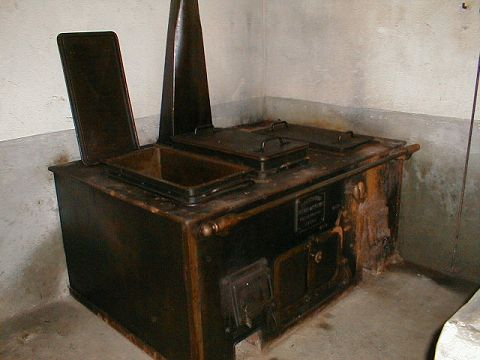
La cuisinière à charbon.

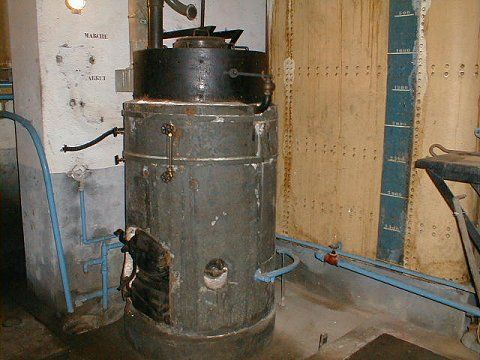
Le chauffage à charbon.

- 2 entrées
- 2 cloches GFM
- 3 chambres de troupes
- chauffage et cuisinière à charbon
- usine électrique
- salle des filtres